# Łęczek
Łęczek (Łączek, Łenck Mały, Links Mały) – jezioro w Polsce położone w województwie warmińsko-mazurskim, w powiecie szczycieńskim, w gminie Dźwierzuty.

## Dane morfometryczne
- Powierzchnia – 39,5 ha
- Głębokość maksymalna – 16,8 m
- Głębokość średnia – 5 m
- Długość – 1520 m
- Szerokość maksymalna – 315 m
- Objętość – 2158 m³
- Typ – leszczowy
- Położenie lustra wody – 148,2 m n.p.m.
- Jezioro jest otwarte. Cieki wodne:
  - w północnej części wpływa rzeczka z jeziora Łęsk
  - na południu wypływa rzeczka do jeziora Starokiejkuckiego

## Charakterystyka
Jezioro ma kształt wydłużony, za położenie w stosunku do stron świata z północnego wschodu na południowy zachód. Brzegi Łęczka są wysokie i strome, tylko w części południowo-wschodniej, przy wypływie z potoku płaskie i podmokłe. Tu, w pobliżu jeziora, leżą pojedyncze zabudowania Starych Kiejkut, a wieś usytuowana jest około 1400 m dalej na południowy zachód od brzegów jeziora. Poza tym jezioro otoczone jest ze wszystkich stron rozległymi lasami. Dojazd: drogą krajową nr 58 Szczytno-Lemany-Stare Kiejkuty, następnie po przejechaniu ok. 1 km w lewo drogą gruntową. Inny dojazd: drogą wojewódzką nr 500 – Szczytno-Romany-Nowe Kiejkuty-Orżyny, z Orżyn leśną drogą wzdłuż jeziora w kierunku południowo-wschodnim.

## Fauna i flora
Woda w ciągu całego roku jest dość przejrzysta, zimna i dobrze natleniona. Roślinność wodna wynurzona występuje w partiach przybrzeżnych jeziora. W wielu miejscach przy brzegach zalegają w wodzie powalone drzewa. Roślinność podwodna, zanurzona występuje także głównie przy brzegu.
Typ jeziora – leszczowy. Ichtiolinia składa się z następujących gatunków: leszcz, płoć, okoń, szczupak, krąp, ukleja, wzdręga, węgorz, miętus. Warunki i możliwości połowu: można łowić z brzegu z licznych kładek wędkarskich i z łodzi.